# 3,3-二苯基丙胺
3,3-二苯基丙胺是一种有机化合物，分子式C15H17N，其许多衍生物用于治疗心血管疾病。